# Station Degerfors
Station Degerfors is een spoorwegstation in de Zweedse plaats Degerfors. Het station werd geopend op 2 december 1866 en ligt aan de Värmlandsbanan. Het station is een behoorlijk stuk buiten het centrum van de plaats gelegen, bij een industrieterrein aan de Letälven. 